# عبد ال قادر يوسف
عبد ال قادر يوسف هو محامي وسياسي ماليزي، ولد في 1915 في Parit Sakai ‏ في ماليزيا، وتوفي في 1992 في كوالالمبور في ماليزيا بسبب سرطان الرئة. نشط حزبياً في المنظمة الوطنية الملايوية المتحدة. وقد انتخب عضو ديوان الرعية ‏.